# 스테이시 키치 시니어
스테이시 키치 시니어(Stacy Keach Sr., 1914년 5월 29일 ~ 2003년 2월 13일)는 미국의 배우, 텔레비전 배우이다.
시카고에서 태어났으며 버뱅크에서 사망하였다. 포리스트 론 메모리얼 파크에 매장되었다.

## 영화
- 닥터 퀸 (1993년)
- 트릭스 (1992년)
- 특명 작전 (1991년)
- 귀여운 여인 (1990년)
- 무장과 위험 (1986년)
- 슈퍼스티션 (1982년)
- 14일의 토요일 (1981년)
- 꿈꾸는 낙원 (1978년)
- 달라스 (1978년)
- 칼라타칸 구출 작전 (1976년)
- 암살단 (1974년)
- 닥터 웰비 (1969년)
- 제12순찰대 (1968년)
- 겟 스마트 (1965년)
- 보난자 (1959년)
- 페리 메이슨 (1957년)
- 콜트45 (1957년)
- 텍사스 결사대 (1955년)
- 샤이안 (1955년)
- 론 레인저 - 49년 시리즈 (1949년)